# Archidiocèse de Lusaka
L'archidiocèse métropolitain de Lusaka est l'un des deux archidiocèses de Zambie. Son siège est à Lusaka, la capitale du pays. 

## Historique
La préfecture apostolique de Broken Hill (ancien nom de Kabwe)  le 14 juillet 1927 par détachement de celle du Zambèze. Cette préfecture apostolique change de siège le 13 juin 1946 pour devenir la préfecture apostolique de Lusaka. Elle est érigée en vicariat apostolique le 14 juillet 1950 lequel devient archidiocèse de Lusaka (Archidioecesis Lusakensis) le 25 avril 1959. 

## Province ecclésiastique
Les diocèses suffragants de Lusaka sont ceux de Chipata (en), Livingstone (en), Mongu (en), Monze (en), Ndola (en) et Solwezi (en). 

## Archevêques
L'archevêque actuel est Alick Banda.